# Torre de Vilesa
Es tracta d'una torre en ruïnes i abandonada, molt propera a Vilesa, antiga caseria del poble d'Useu, dins del terme municipal de Baix Pallars, a la comarca del Pallars Sobirà.

## Comunicacions
Mena a Vilesa la pista de Baén, que arrenca del punt quilomètric 295,2 de la carretera N-260, des d'on travessa la Noguera Pallaresa pel pont de Baén. Per aquesta carretera, de forta pujada i nombrosos revolts, després de trobar els desviaments a Bresca i a Useu, la pista ascendeix pel vessant meridional del Serrat de Corrotes, on s'hi troba el Pui. Una mica més endavant està Vilesa, al costat dret de la pista i a uns 6,8 km des del pont susdit.
La torre està enmig del bosc, a uns centenars de metres al nord-est de la masia, des d'on ja es pot veure, amb dificultat, per damunt dels arbres.

## Descripció
Es tracta d'una construcció de planta trapezoïdal (445 x 350 x 360 x 410 cm) i d'uns 8 m d'alçada repartits en tres nivells. A la façana S està la porta, i a les façanes E i N es poden veure sengles parells d'espitlleres.
És difícil precisar a quin segle va ser construïda i la seva funció; tanmateix, es pot suposar que era una casa forta senyorial tipus torre, possiblement dels segles XII o XIII.